# Иллюминатус!
«Иллюминатус!» (англ. The Illuminatus!) — сатирический постмодернистский роман-трилогия, написанный совместно писателем Робертом Ши и философом и анархистом Робертом Уилсоном. В романе соединяются теория заговора, альтернативные религии, анархизм, магия, секс, наркотики и многие другие явления. В основе повествования — авторская версия иллюминатов.
Трилогия включает три части, изложенные в пяти книгах и нескольких приложениях: «Глаз в пирамиде» (первые две книги), «Золотое яблоко» (третья и частично четвёртая книги) и «Левиафан» (частично четвёртая и пятая книги, приложения). Первоначально каждая часть выпускалась в виде отдельного издания начиная с сентября 1975 года. В 1984 году опубликовано первое переиздание, включавшее все три части.
В 1986 году трилогия была отмечена премией «Прометей», вручаемой произведениям либертарианской фантастики.
Трилогия Illuminatus! была адаптирована для сцены и оказала влияние на писателей, музыкантов и разработчиков компьютерных игр. Понятие фнорд и загадка числа 23 получили известность благодаря трилогии.

## Сюжет
Трилогия излагает мысли, галлюцинации, внутренние голоса (реальные и вымышленные) многочисленных персонажей, начиная от белки и заканчивая детективом Нью-Йорка и искусственным интеллектом. Значительная часть предыстории становится доступной через диалоги персонажей, которые приводят недостоверные, часто взаимоисключающие версии пережитых ими событий. В некоторых случаях происходит даже пересмотр и шуточное переосмысление текста самой книги.
Трилогия начинается с расследования взрыва редакции левого журнала Confrontation и исчезновения главного редактора Джо Малика. Дело ведут два нью-йоркских детектива: Сол Гудман и Барни Малдун. Они обнаруживают, что журналисты расследовали убийства Джона и Роберта Кеннеди и Мартина Лютера Кинга и обнаружили причастность к ним могущественных тайных обществ. Детективы постепенно погружаются в пучину теорий заговора. Тем временем, репортёр журнала Джордж Дорн, застрявший в городе Мэд-Дог (Техас), попадает под арест за употребление наркотиков. Оказавший за решёткой, после угроз физической расправы он переживает в галлюцинациях собственную казнь. Тюрьму взрывают дискордианцы, ведомые Хагбардом Селином, капитаном золотой подводной лодки. Дискордианцы ведут извечную борьбу с иллюминатами, тайным обществом незримо управляющим миром. Финансирование своей деятельности дискордианцы осуществляют за счёт контрабанды запрещённых веществ.
Действие переносится в несколько мест: Лас-Вегас, где случайно вырвался на свободу потенциально смертельный вирус-мутант сибирской язвы, созданный правительством США; Атлантиду, где говорящий дельфин Говард и его товарищи помогают Хагбарду в борьбе с иллюминатами; Чикаго, где несколько лет назад был убит некто, напоминающий Джона Диллинджера; острова Фернада По, где разворачивается очередной эпизод холодной войны между СССР, Китаем и США.
Позднее в повествовании раскрывается секретный план рок-группы American Medical Association, намеревающейся путём массового человеческого жертвоприношения высвободить «жизненную энергию», необходимую для наделения вечной жизнью группы избранных, в том числе Адольфа Гитлера. Музыканты American Medical Association являются братьями и сестрой — четырьмя из пяти Illuminati Primi. Личность пятого остаётся загадкой на протяжении большей части трилогии. Жертвоприношение должно свершится на первом европейском фестивале «Вудсток» в Ингольштадте (Бавария), что пробудит нацистские батальоны, спящие на дне расположенного поблизости озера Тотенкопф. Злодейский план предотвращён благодаря помощи 15-метровой инкарнации богини Эриды, участники рок-группы убиты: Вильгельм поражён космическим монстром Йог-Сототом, Вольфганг застрелен Джоном Диллинджером, Винифред утоплена дельфинами, Вернер оказался заперт в тонущем автомобиле.
Главные герои собираются вместе на борту подводной лодки, которой угрожает Левиафан, гигантский пирамидоподобный одноклеточный морской монстр, росший сотни миллионов лет. Чрезмерная абсурдность этого существа приводит героев к вопросу, не являются ли они персонажами книги, но это предположение быстро отвергается (или игнорируется) и внимание снова обращается к монстру. Угроза устранена путём передачи существу бортового компьютера, который позволит ему общаться и скрасить одиночество. В конце концов, Хагбард побеждает всех иллюминатов и в 1999 году улетает на Альфу Центавра.

## Центральные персонажи
- Кармел (англ. Carmel) — сутенёр из Лас-Вегаса.
- Хагбард Селин (англ. Hagbard Celine) — предводитель дискордианцев.
- Джордж Дорн (англ. George Dorn) — репортёр журнала Confrontation.
- Сол Гудман (англ. Saul Goodman) — нью-йоркский детектив.
- Ребекка Мерфи Гудман (англ. Rebecca Murphy Goodman) — жена Сола Гудмана.
- Говард (англ. Howard) — говорящий дельфин.
- Джо Малик (англ. Joe Malik) — главный редактор журнала Confrontation.
- Мао Цу-Хси (англ. Mao Tsu-Hsi) — вербовщик иллюминатов.
- Саймон Мун (англ. Simon Moon) — анархист.
- Барни Малдун (англ. Barney Muldoon) — нью-йоркский детектив.
- Тарантелла Серпентайн (англ. Tarantella Serpentine) — проститутка, обученная иллюминатами.

## Символы
В заголовки каждой из частей вынесены символы, неоднократно фигурирующие в сюжете.
«Глаз в пирамиде» (англ. Illuminatus! Part I The Eye in the Pyramid) отсылает к Всевидящему оку, в романе являющемся символом Общества баварских иллюминатов (реально существовавшего). Появляется, например, в виде алтаря или татуировки.
«Золотое яблоко» (англ. Illuminatus! Part II The Golden Apple) отсылает к древнегреческому мифологическому сюжету о суде Париса и золотом яблоке раздора. В трилогии яблоко используется как символ одной из групп дискордианцев, появляется, например, на флаге и униформе.
«Левиафан» (англ. Illuminatus! Part III Leviathan) отсылает к библейскому морскому чудовищу Левиафану. Также это отсылка к ключевой работе Томаса Гоббса «Левиафан, или Материя, форма и власть государства церковного и гражданского», в которой чудовище является традиционной для либертарианцев метафорой всеобъемлющего, авторитарного государства.

## История создания и публикаций
Трилогия была написана между 1969 и 1971 годом, когда Уилсон и Ши работали редакторами журнала Playboy. Частью из работы был разбор писем читателей, касающихся гражданских свобод, большей частью наполненных параноидальными заявлениями о вымышленных заговорах. Трилогия стала создаваться на предположении «а что если вся эта чушь является правдой, и все эти заговоры действительно существуют». В 1980 году в интервью журналу Starship Уилсон назвал книгу также попыткой мифологизировать дискордианизм.
Между соавторами не было разделения труда, хотя Ши писал с уклоном в мелодраму, а Уилсон — в сатиру, о чём Уилсон рассказал в 1976 году в интервью Нилу Уилгусу.
По словам Кена Кемпбелла, подготовившего вместе с Крисом Лангемом инсценировку трилогии, соавторы считали создание книги неким соревнованием: один предлагал идею, другой её развивал в виде эпизода повествования, в ответ первый писал эпизод-продолжение. Такой подход приносил удовольствие обоим.
Необычный продукт, получившийся в результате, не вызвал энтузиазма у издателей, и книга пролежала на полке несколько лет, прежде чем попасть в печать. По утверждению Уилсона, разбиение книги на три части было коммерческим решением издателя, в то время как авторы считали её целостным произведением. Для снижения стоимости печати от Ши и Уилсона потребовали сократить текст на 500 страниц, однако, как утверждал Уилсон, исключённые из книги идеи впоследствии попали в другие его работы. Утверждение, что из книги были исключены самые секретные сведения об иллюминатах, из-за желания издателя сократить объём, является характерной для трилогии шуткой.
Dell Publishing выпустила первое американское издание в трёх частях с обложками, оформленными Карлосом Виктором Окагавия, в 1975 году. Критики положительно оценили книги, определённый успех был и в коммерческом плане. Книги стали культовыми, но продаж, характерных для популярной литературы, не имели. В Великобритании три части с новыми обложками опубликовало издательство Sphere Books в 1976 году. До 1984 продажи отдельных частей оставались стабильными, после чего трилогия впервые вышла единым изданием. Из него было исключено введение «Золотому яблоку», рассказывавшее, что происходило ранее, и пролог к «Левиафану». Некоторые моменты из этих предисловий, например, взрывающиеся птицы, больше нигде не появляются, скорее всего, из-за сокращения текста по требованию издателя. Появление единой трилогии подхлестнуло продажи, и с этого момента книга в основном издавалась именно в таком виде.
Трилогия была переведена на немецкий и издана как отдельными частями (обложки при этом являлись частями триптиха), так и одним томом. На первых двух томах раздельного издания было изображено лицо Дж. Р. Боба Доббса, хотя Церковь недомудреца (в неё впоследствии вступил Уилсон) в романе не упоминалась. Церковь основана фанатами книги, а Боб обычно считается воплощением Уилсона.

## Восприятие
Книга получила хвалебные отзывы от обозревателей Playboy, Publishers Weekly, Booklist, Philadelphia Daily News, Berkeley Barb, Rolling Stone и Limit. The Village Voice назвал роман «величайшей книгой о заговорах… крупнейшим культовым научно-фантастическим романом со времён „Дюны“… до смешного похабный!» Джон Уайт из New Age Journal описал роман как эпическую фантазию, дьявольски смешной чёрный трагикомический фарс.
Обозреватель The Fortean Times также восторженно принял роман, но отметил, что для многих читателей будет сложно уследить за путанными во времени и пространстве линиями повествования.
Книга обратила на себя внимание и за пределами литературной критики: Джордж Джонсон уделил роману несколько страниц в главе, посвящённой американским новым правым в своей работе Architects of Fear: Conspiracy Theories and Paranoia in American Politics (1983).
Книга вошла в библиографию «Нового словаря хакера», в котором она названа «правополушарным» дополнением к «Гёдель, Эшер, Бах» Дугласа Хофштадтера.

## Продолжения
Уилсон и Ши оказались плодовитыми авторами. Ши в основном писал исторические романы, Уилсон опубликовал более 30 книг, сочетая вымысел и публицистику. Хотя в последующих произведениях часто разрабатывались концепции, впервые обозначенные в трилогии «Иллюминатус!», вместе Ши и Уилсон больше не работали. Трилогия получила несколько прямых адаптаций, включая театральную пьесу и серию комиксов, а также множество косвенных продолжений, заимствовавших основные темы романа.

### Ши и Уилсон
Уилсон написал несколько приквелов, сиквелов и спин-оффов трилогии, включая пенталогию The Historical Illuminatus Chronicles и отдельные книги Masks of the Illuminati и The Illuminati Papers, в которых несколько глав посвящены персонажам трилогии. Другие работы Уилсона, как художественные, так и публицистические, также содержали отсылки к иллюминатам и «Иллюминатус!» Несколько персонажей романа, например, Маркофф Чейни (англ. Markoff Chaney) и Эпикен Вайлдблад (англ. Epicene Wildeblood) снова появились на страницах Schrödinger’s Cat Trilogy. Третья книга из этой серии, The Homing Pigeons, упомянута как продолжение к «Иллюминатус!» в приложении Мем. В 1998 году Уилсон опубликовал энциклопедию теорий заговора, озаглавленную Everything is Under Control, которая описывала происхождение многих теорий, описанных в трилогии.
Уилсон и Ши планировали совместно написать настоящее продолжение романа, Bride of Illuminatus, действие которого происходит в 2026 году. По недостоверным предположениям, в нём должна была вновь появиться Винифред Зауре, единственная участница American Medical Association, способная воздействовать на мир через виртуальную реальность. Но в 1994 году Роберт Ши умер, что сделало невозможным исполнение этих планов. Выдержки из ненаписанного романа были опубликованы в журнале Уилсона Trajectories Newsletter: The Journal of Futurism and Heresy весной 1995 года. В интервью FringeWare Review, опубликованном в 1994 году, Уилсон рассказал о желании написать книгу о сыне иллюмината, и в книге Тимоти Лири Intelligence Agents (1996) Уилсону приписано авторство романа Son of Illuminatus, якобы вышедшей в 1980-е годы.
Ши больше не писал на темы, затронутые в «Иллюминатус!», хотя многие из последующих произведений содержат ссылки на трилогию. Журнал Locus характеризует романы серии Saracen как «далёкую предысторию трилогии „Иллюминатус!“»

### Адаптации

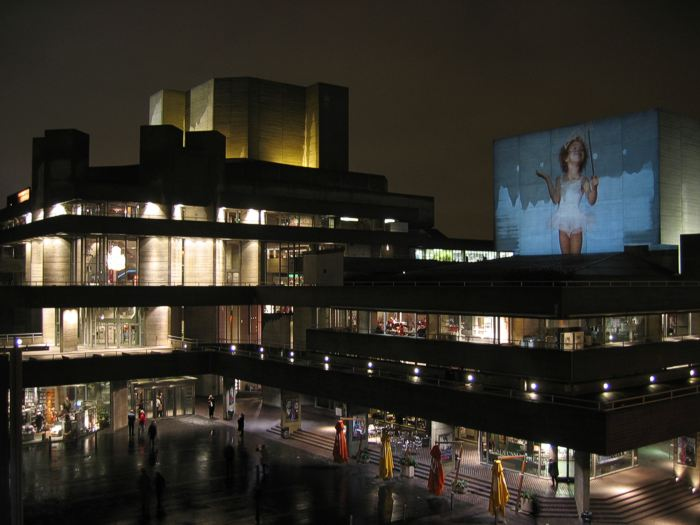
Национальный театр в Лондоне

Предложение английского режиссёра экспериментального театра Кена Кемпбелла создать театральную постановку на основе трилогии неожиданно встретило горячее одобрение. Восьмичасовое представление было впервые показано в Театре научной фантастики в Ливерпуле 23 ноября 1976 года, а затем стало одной из первых постановок на только что открывшейся сцене Коттесло Национального театра в Лондоне, где спектакль шёл с 4 по 27 марта 1977 года. В премьерном лондонском показе участвовали Уилсон и Ши в качестве голой массовки в сцене шабаша. Уилсон был восхищён инсценировкой, отметив, что в пьесе удалось сохранить нужный тон и сочетание вымысла и реальности, присущие книге.
В постановке было занято 23 актёра, в том числе Джим Бродбент, Дейвид Раппапорт и Крис Лангем, в дальнейшем сделавшие успешную актёрскую карьеру. Бродбент сыграл в пьесе более десятка персонажей. Билл Драммонд создал для спектакля декорации, которые на представлении в Лондоне увидел Джим Коти — Драммонд и Коти впоследствии под вдохновением от книги образовали группу The KLF.
В знак благодарности Уилсон посвятил Кену Кемпбеллу и Театру научной фантастики свою книгу Cosmic Trigger I: The Final Secret of the Illuminati (1977). В 1978 году пьеса была показана в Сиэтле, штат Вашингтоне.
Видеозаписи спектакля в Национальном театре не сохранилось, однако существует его полная аудиозапись. В рамках ограниченного предложения она была включена в краудфандинговый постановки пьесы по книге Cosmic Trigger I: The Final Secret of the Illuminati, которую адаптировала для сцены Дейзи Эрис Кемпбелл, дочь Кена Кемпбелла.
В начале 1980-х была компания Eye-n-Apple Productions предприняла попытку выпустить по трилогии серию комиксов. Первый выпуск, "Illuminatus!" #1, появился в июле 1987 года, затем он был переиздан в конце года со значительными изменениями Rip Off Press. Второй выпуск вышел в 1990 году, третий — в марте 1991 года. После этого публикация заглохла, хотя между 1991 и 2006 годами во время книжных конвентов в Детройте и Чикаго появлялись рабочие копии неопубликованного четвёртого выпуска.

### Влияние
Книга оказала сильное влияние на хакера Карла Коха, который не только взял псевдоним Hagbard в честь Хагбарда Селина, но и назвал свой компьютер «FUCKUP» в честь компьютера, созданного этим персонажем. Пристрастившись к кокаину и став исключительно подозрительным, Кох стал считать, что борется с иллюминатами, как и его литературный тёзка. В 1987 году хакер написал манифест, содержавший текст о Хагбарде Селине и иллюминатах. Немецкий фильм 1998 года «23» рассказал историю Карла Коха; в кинокартине в роли самого себя снялся Роберт А. Уилсон.
Карточная игра Illuminati, основанная на трилогии, была выпущена Steve Jackson Games. В ней использовалась концепция противостояния иллюминатов и дискордианцев, однако герои романа в игре не задействовались. Вскоре появились коллекционная карточная игра Illuminati: New World Order и настольная ролевая игра GURPS Illuminati. В сопутствующей инструкции имелась ссылка на книгу. Предисловие к правилам Illuminati Expansion Set 1 (1983) написал Роберт Ши. Несмотря на первоначальное участие в выпуске подобных продуктов, позднее Уилсон жаловался, что в некоторых случаях он не получает выплаты за использование названия «Иллюминатус!», полагая, что этому способствует упущение в законодательстве.
В трилогии содержится большое количество отсылок к музыкальной сцене 1960-х годов (например, список коллективов, участвовавших в рок-фестивале Walpurgisnacht содержит 200 позиций, среди которых часть совпадает с названиями действительно существовавших групп; также в книге много ссылок на известную песню Rock Around the Clock). Книга оказала влияние на многих музыкантов. Одно из названий британской группы The KLF — The Justified Ancients of Mu Mu — практически повторяет название тайного общества из романа, и многие композиции являются по сути дискордианскими. Американская группа Machines of Loving Grace назвала одну из песен Rite of Shiva — по сексуальному ритуалу, исполненному одним из главных героев во время чёрной мессы. Британский чилаут-композитор Миксмастер Моррис выбрал для своей группы название The Irresistible Force, заимствовав его из списка участников рок-фестиваля в последней части трилогии. Вместе с Coldcut он организовал концерт Robert Anton Wilson Memorial Show в Квин-Элизабет-Холл в Лондоне 18 марта 2007 года.
Трилогия «Иллюминатус!» популяризовала теории заговора, которые впоследствии использовали такие авторы как Умберто Эко («Маятник Фуко»), Чарльз Сесил (Broken Sword: The Shadow of the Templars), Дэн Браун («Ангелы и демоны», «Код да Винчи», «Утраченный символ»), Алан Мур («V — значит вендетта», «Из ада»), Дейв Сим (Cerebus), Грант Моррисон (The Invisibles), Крис Картер (The X-Files) и Деймон Линделоф («Остаться в живых»). Само появление иллюминатов в культуре в качестве тайных правителей мира может быть прослежено именно к их раскрытию в трилогии «Иллюминатус!».

## Издания
Основные издания на английском языке:
- 1975, USA, Dell, Separate editions, The Eye in the Pyramid ISBN 0-440-04688-2, The Golden Apple ISBN 0-440-04691-2 Leviathan ISBN 0-440-14742-5
- 1976—1977, UK, Sphere, Separate editions, The Eye in the Pyramid ISBN 0-7221-9208-8, The Golden Apple ISBN 0-7221-9209-6 Leviathan ISBN 0-7221-9211-8
- 1980, USA, Laurel, Separate editions, The Eye in the Pyramid ISBN 0-440-34688-6, The Golden Apple ISBN 0-7221-9209-6, Leviathan ISBN 0-440-34742-4
- 1984, USA, Dell ISBN 0-440-53981-1, Pub date January 1984, Paperback (collected edition)
- 1986, UK, Sphere, Pub date December 1986, Paperback (separate editions), The Eye in the Pyramid ISBN 0-7221-9219-3 The Golden Apple ISBN 0-7221-9222-3 Leviathan ISBN 0-7221-9216-9
- 1988, USA, Bantam Doubleday Dell Publishing Group ISBN 0-440-53981-1, Pub date November 1988, Paperback (collected edition)
- 1998, USA, MJF Books ISBN 1-56731-237-3, Pub date February 1998, Hardback (collected edition)
- 1998, USA, Constable and Robinson ISBN 1-85487-574-4, Pub date July 1998, Paperback (collected edition)